# نهاية العالم

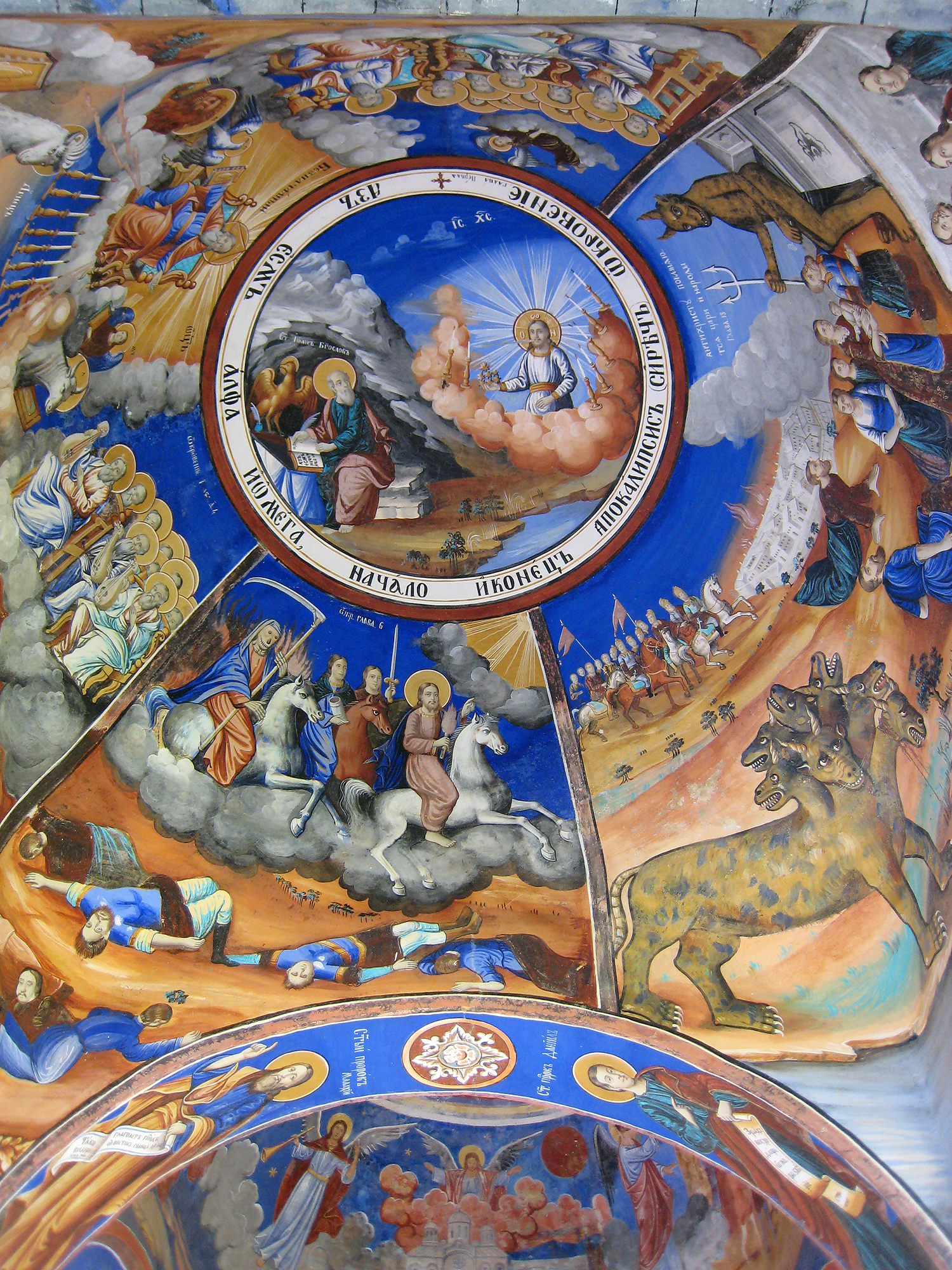
يصور نهاية العالم في الكنيسة الأرثوذكسية الشرقية

نهاية العالم أو النبوءة النهائية تعبر عن وقت معين حيث سيتم تدمير الكون أو الأرض أو البشرية فقط. نجد هذه العبارة والمفهوم في جميع الديانات الإبراهيمية وأغلب الديانات الأخرى والمفاهيم الفلسفية وبعض الأساطير في الأسطورة الإغريقية والشمالية. يستعمل المفهوم في الفن والخيال العلمي. دراسة المفهوم تسمى علم الآخرات.

## نهاية العالم في الديانات
- في الإسلام: يوم القيامة (إسلام)
- في المسيحية: رؤيا يوحنا
- في البوذية: المابو
- في الأساطير الشمالية: راكناروك
- في ديانات شعب المايا: ظاهرة 2012

### انقراض البشرية
يمكن حدوث انقراض للبشرية بسبب النشاطات الإنسانية كالتلوث وقلة الموارد الطبيعية وعامل الدفيئة والحروب.
يربط الكثير انقراض البشرية بالحروب النووية لكن هذا السبب غير وارد لأن الحروب النووية ستقضي على جزء كبير من البشرية لكن ليس كل البشر نظرا لتقدم أنظمة الدفاع ومعاهدة الحد من انتشار الأسلحة النووية.
الاحتباس الحراري يمكن أن يحدث نقصا متواصلا في الأكسجين في الهواء نتيجة موت البلانكتون وتحرير كبريتيد الهيدروجين المميت لجميع أشكال الحياة. كبريتيد الهيدروجين هو أحد الأسباب المزعومة للانقراض البريمياني أو (Extinction du Permien) أي انقراض أكثر من 95% من الأنواع البحرية و70% من الأنواع البرية.

### تدمير الأرض
تم طرح عدة سيناريوهات حول تدمير الكرة الأرضية أو تدمير فئة كبيرة من الحياة عليها مثل:
- ارتطام مذنب أو جسم من الفضاء الخارجي. هذا السيناريو المحير يشكل أحد الأسباب القوية لتفسير انقراض الديناصورات والانقراضات الكبرى الأخرى وهذا السيناريو له متابعة كبيرة لأن الإنسان يستطيع أن يتفاداه بـ(قنبلة نووية أو شعاع ليزر أو شبكة شمسية) لإبعاد الجسم الفضائي. لذا قامت عدة منضمات مثل سبيس واتش ومنظمة تتبع الكويكبات القريبة من الأرض بتمشيط السماء لرصد تهديدات المذنبات التي تستطيع الارتطام بالأرض. تأثيرات هذه الكوارث قصيرة بالنسبة للزمن الفضائي.
- تبريد نواة الأرض سيقضي على المجال المغناطسي للارض مما سيترك المجال مفتوحا للرياح الشمسية لتدخل إلى غلاف الأرض وتقصف سطح الأرض بجزيئات طاقية. لذا وجب على الإنسان أن يجد وسيلة للاحتماء. لكن ذلك لن يؤثر بشكل عميق على الحياة.
- تطور النجوم يشير إلى أن الشمس ستتطور لمرحلة العملاق الأحمر حيث ستصبح ضخمة الحجم.

في أول المرحلة أي بعد 500 مليون سنة ستختفي الحياة نتيجة الحرارة المفرطة وكثرة الأشعة فوق البنفسجية وتضخم الشمس مما يطرح السؤال التالي: هل ستبقى الكرة الأرضية ككوكب بعد مرحلة العملاق الأحمر أم لا؟ هذا السيناريو هو الأكثر تأكيدا والذي لا مفر منه.

### نهاية الكون
مصير الكون ككل هو مسألة لا تزال مفتوحة. أرجح السيناريوهات يتوقع فيه العلماء توسعا مطّردا، مما يتسبب في الموت الحراري للكون نتيجة استمرار الانخفاض في كثافة المادة والإشعاع.

## نهاية العالم في الثقافة
- تنبؤ يوم الهلاك 2012
- إسكاتولوجيا
- أبوكاليبس